# Diamond Dogs (banda)
Diamond Dogs son una banda de rock formada en Katrineholm, Suecia a principios de los 90.

## Biografía
La banda fue formada por el cantante Sulo y el guitarrista Anders "Boba Fett" Lindström. Tras mudarse a Estocolmo y publicar diversos sencillos y el álbum Honked!, en 1997 se separan, pero ante la petición de la discográfica Feedback Boogie graban un nuevo álbum As Your Green Turns Brown y el ep Among the Nonbelievers como entretenimiento. Estos dos discos atraen la atención de países como Alemania, Gran Bretaña o España y la banda termina reunificada en el año 2000. Han sido teloneros de artistas como Dan Baird (de Georgia Satellites), Nazareth, Hanoi Rocks, The Damned, The Cult and The Incredible Alex Harvey Band.
Se puede considerar a la banda un supergrupo dado que los diferentes miembros que han tenido, siempre con Sulo a la cabeza, son miembros de otras bandas importantes, como The Hellacopters, Maryslim, Facer o músicos de las bandas de Johnny Thunders o Ian Hunter. Del mismo modo, otros artistas conocidos han colaborado en la composición de temas como Nick Royal de Hellacopters, Mattias Bärjed de The Soundtrack of Our Lives o Randy Bachman de Bachman-Turner Overdrive.

## Miembros actuales
- Sulo Karlsson – Cantante
- Lars Karlsson – Guitarrista
- Henrik "Duke of Honk" Widén – Teclista
- Martin Tronsson – Bajista
- Johannes Nordell – Batería

### fallecido el 28 de mayo de 2014
- Mats "Magic" Gunnarson - Saxofón

### Anteriores
- Anders "Boba Fett" Lindström – Guitarra
- Stevie Klasson - Guitarra
- Robert "Strings" Dahlqvist – Guitarra
- Fredrik Fagerlund - Guitarra
- Kent Axén - Guitarra
- Jesper Karlsson - Batería
- Daniel Johansson - Batería
- Stefan "Björken" Björk - Bajo
- Johan Johansson - Bajo

## Discografía

### Álbumes
- Honked! (1994)
- As Your Green Turns Brown (2001)
- Too Much Is Always Better than Not Enough (2002)
- Black River Road (2004)
- Up The Rock (2006)
- It's Most Likely (2008)
- Set fire to it all (2012)
- Quitters and Complainers (2015)
- Recall Rock 'N' Roll And The Magic Soul (2019)
- Slap Bang Blue Rendezvous (2022)

### EP
- Among the Nonbelievers (2000)
- Shortplayer (2001)
- Cookin' (Performing the music of Sam Cooke) (2007)

### Sencillos
- Blue Eyes Shouldn't Be Cryin' (1993)
- Good Time Girl (1995)
- Need of Ammunition (1996)

### Recopilatorio
- That's the Juice I'm On (2003)
- Bound to Ravage (2005)